# Казінс-Айленд (Мен)
Казінс-Айленд (англ. Cousins Island) — переписна місцевість (CDP) в США, в окрузі Камберленд штату Мен. Населення — 528 осіб (2020).

## Географія
Казінс-Айленд розташований за координатами 43°53′30″ пн. ш. 69°56′20″ зх. д. / 43.89167° пн. ш. 69.93889° зх. д. (43.891787, -69.938793).  За даними Бюро перепису населення США в 2010 році переписна місцевість мала площу 12,84 км², з яких 12,70 км² — суходіл та 0,14 км² — водойми.

## Демографія
Згідно з переписом 2010 року, у переписній місцевості мешкало 578 осіб у 183 домогосподарствах у складі 144 родин. Густота населення становила 45 осіб/км².  Було 340 помешкань (26/км²).
Расовий склад населення:
| - 78,0 % — білих - 9,9 % — чорних або афроамериканців - 2,9 % — азіатів - 1,6 % — осіб інших рас |

До двох чи більше рас належало 7,6 %. Частка іспаномовних становила 11,2 % від усіх жителів.
За віковим діапазоном населення розподілялося таким чином: 38,6 % — особи молодші 18 років, 60,9 % — особи у віці 18—64 років, 0,5 % — особи у віці 65 років та старші. Медіана віку мешканця становила 24,8 року. На 100 осіб жіночої статі у переписній місцевості припадало 100,7 чоловіків;  на 100 жінок у віці від 18 років та старших — 98,3 чоловіків також старших 18 років.
Середній дохід на одне домашнє господарство  становив 65 358 доларів США (медіана — 45 000), а середній дохід на одну сім'ю — 57 035 доларів (медіана — 41 500). За межею бідності перебувало 5,2 % осіб, у тому числі 0,0 % дітей у віці до 18 років та 0,0 % осіб у віці 65 років та старших.
Цивільне працевлаштоване населення становило 246 осіб. Основні галузі зайнятості: роздрібна торгівля — 30,5 %, освіта, охорона здоров'я та соціальна допомога — 16,7 %, фінанси, страхування та нерухомість — 12,2 %, мистецтво, розваги та відпочинок — 12,2 %.